# Ilaria Occhini

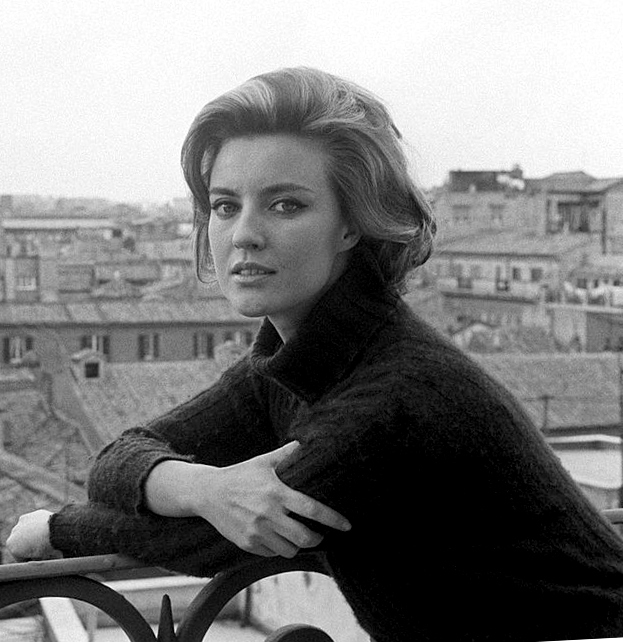
Ilaria Occhini, 1965

Ilaria Occhini (* 28. März 1934 in Florenz; † 20. Juli 2019) war eine italienische Schauspielerin.

## Leben und Wirken
Occhini entstammte einer Literatenfamilie: Ihr Vater war der Schriftsteller Barna Occhini, ihr Onkel mütterlicherseits der Schriftsteller Giovanni Papini.
Bekannt wurde Occhini vor allem mit Historienfilmen, so als Kriemhild neben Sebastian Fischer in der Nibelungen-Verfilmung Siegfried – Die Sage der Nibelungen (1957), als Ophir neben Pierre Brasseur, Daniel Gélin und Mario Girotti in Karthago in Flammen (1960) sowie in Curtis Bernhardts Sandalenfilm Der Held von Attika (1961). Gleichzeitig war die ausgebildete Theaterschauspielerin vom Beginn ihrer Karriere in den späten 1950er Jahren an immer wieder auf der Bühne zu sehen.
In den 1960er Jahren war sie fast ausschließlich in Abenteuerfilmen zu sehen (u. a. in Sergio Corbuccis Der Mann mit der goldenen Klinge), etablierte sich aber 1966 als Partnerin Jacques Perrins in Vittorio De Setas Un uomo a metà (1966) als ernstzunehmende Charakterdarstellerin. In den 1970er Jahren erhielt sie vor allem in Frankreich anspruchsvollere Nebenrollen: als Clotilde ist sie in Serge Korbers Kerzenlicht die von der Stieftochter in spe abgelehnte neue Flamme deren Vaters (Jean Rochefort). In José Giovannis Endstation Schafott spielte sie Sophie, die treue Frau eines Ex-Sträflings (Alain Delon). Während der 1980er Jahre machte sie sich auf der Leinwand rar. In Deutschland spielte sie 1991 in Klaus Emmerichs Pizza Colonia als Severina Serboli an der Seite von Mario Adorf und Willy Millowitsch. Den Höhepunkt ihrer bisherigen Karriere bildete 2008 die Hauptrolle der Gemma in dem Filmdrama Mar nero – Black Sea von Federico Bondi, wofür sie auf dem Filmfestival von Locarno den Preis als beste Schauspielerin erhielt. In dem Film, der auf mehreren Filmfestivals gezeigt wurde, spielte sie eine kratzbürstige italienische Rentnerin, die sich mit ihrem rumänischen Hausmädchen anfreundet. In Männer al dente (Mine vaganti) von Ferzan Özpetek verkörperte sie die Nonna, die lebensweise Großmutter in einem chaotischen italienischen Familienclan. Der Film wurde 2010 auf zahlreichen Festivals gezeigt, u. a. auf der Berlinale und dem Tribeca Film Festival.
Außer in Kinofilmen sah man Occhini auch häufig in TV-Serien, so 2005 als Adreina in Provaci ancora prof!.
Sie war mit dem Schriftsteller und Drehbuchautor Raffaele La Capria (1922–2022) verheiratet; ihre Tochter Alexandra La Capria ist ebenfalls Schauspielerin und Drehbuchautorin.

## Filmografie (Auswahl)
- 1957: Arzt und Hexenmeister (Il medico et lo stregone)
- 1958: Siegfried – Die Sage der Nibelungen (Sigfrido)
- 1960: Karthago in Flammen (Catargine in fiamme)
- 1962: Der Held von Attika (Il tiranno di Siracusa)
- 1966: Der Mann mit der goldenen Klinge (L’uomo che ride)
- 1966: Die Trampler (Gli uomini dal passo pesante)
- 1972: Kerzenlicht (Les feux de la chandeleur)
- 1973: Endstation Schafott (Deux hommes dans la ville)
- 1991: Pizza Colonia
- 1996: La Venere di Willendorf
- 2001: Domani
- 2005–2013: Provaci ancora prof! (Fernsehserie, 29 Folgen)
- 2008: Mar nero
- 2010: Männer al dente (Mine vaganti)
- 2012: Una famiglia perfetta